# Jean-Baptiste Joseph Delambre

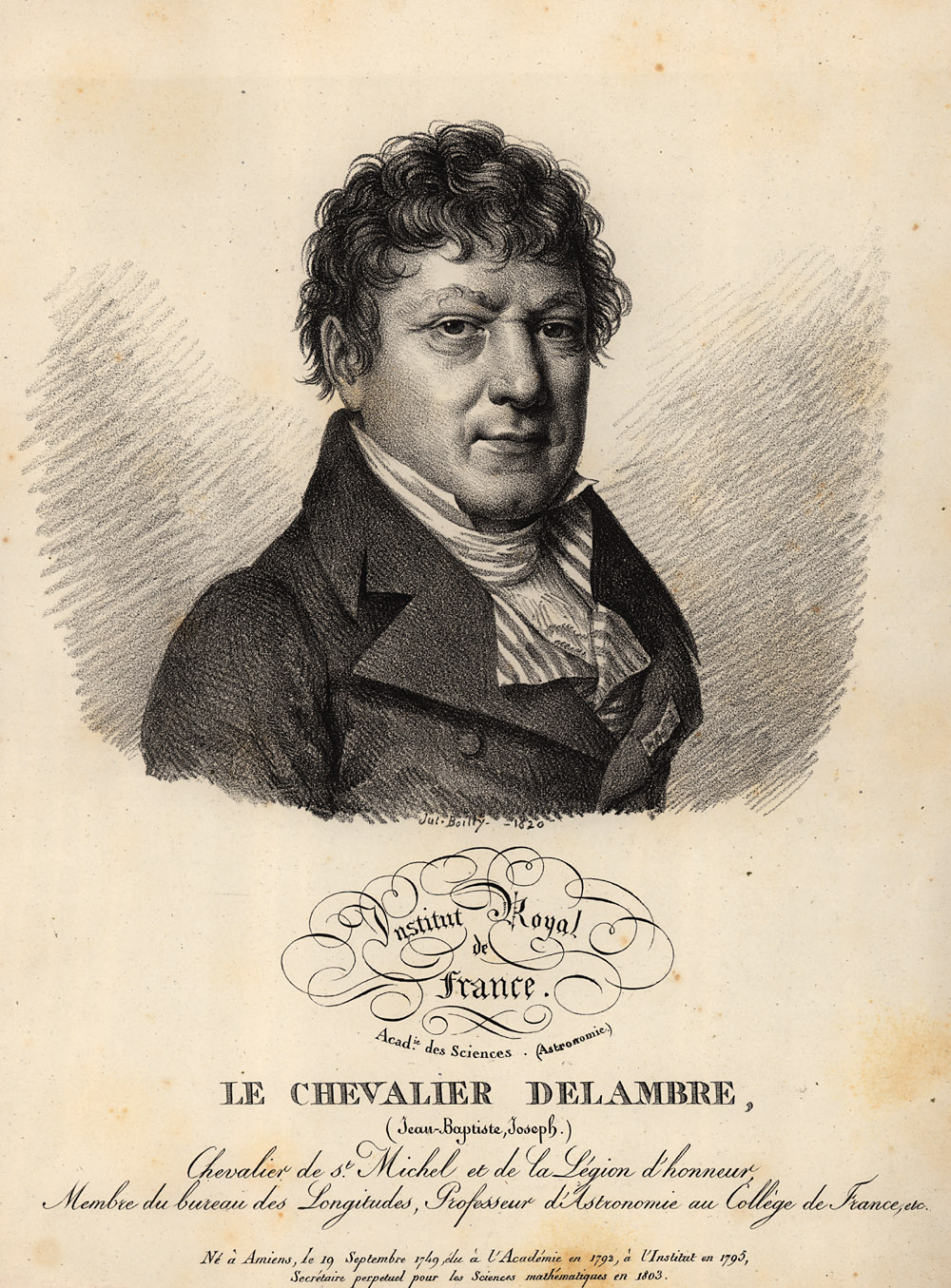
Jean-Baptiste Joseph Delambre

Jean-Baptiste Joseph Delambre (* 19. September 1749 in Amiens; † 19. August 1822 in Paris) war ein französischer Astronom und Historiker der Astronomie.

## Leben und Werk
Delambre widmete sich zunächst geschichtlichen und literarischen, später auch naturwissenschaftlichen und mathematischen Studien. Seit 1771 war er als Erzieher am Hof des Generalpächters Jean-Claude Geoffroy d’Assy in Paris angestellt, um dessen Sohn zu unterrichten. Auf den Rat von Jérôme Lalande wandte er sich der Astronomie zu und stellte auf dem kleinen Observatorium, das ihn d’Assy errichten ließ, erfolgreiche Beobachtungen an.
Anschließend fertigte er Sonnen- und Planetentafeln an (1789 für Jupiter und Saturn, für Uranus, insbesondere aber für die Jupitermonde).
1792 wurde Delambre in die Académie des sciences aufgenommen. Nachdem man das Bureau des Longitudes errichtet hatte, wurde er 1795 auch dort als Mitglied eingesetzt und 1803 ständiger Sekretär des Instituts. 1807 ernannte man ihn zum Professor am Collège de France in Paris. Seit 1808 war er Schatzmeister der kaiserlichen Universität. Er trat 1815 in den Ruhestand.
Zusammen mit Pierre Méchain vermaß Delambre zwischen 1792 und 1798 bei der so genannten Meridianexpedition die Distanz zwischen Dünkirchen und Barcelona. Das Ergebnis diente als Basis zur Definition des Meters. Delambre übernahm bei der Expedition den nördlichen Teil der Messung (siehe auch Gradmessung). 1791 wurde Delambre als Fellow in die Royal Society, 1803 in die American Philosophical Society und 1822 in die American Academy of Arts and Sciences gewählt. Seit 1787 war er auswärtiges Mitglied der Preußischen Akademie der Wissenschaften und seit 1801 der Bayerischen Akademie der Wissenschaften. 1810 wurde er Ehrenmitglied der Russischen Akademie der Wissenschaften in Sankt Petersburg und 1820 Honorary Fellow der Royal Society of Edinburgh.
Delambre wurde als einer von 72 Wissenschaftlern und Ingenieuren namentlich auf dem Eiffelturm verewigt. Außerdem sind der Mondkrater Delambre und der Asteroid (13962) Delambre nach ihm benannt.

## Schriften (Auswahl)

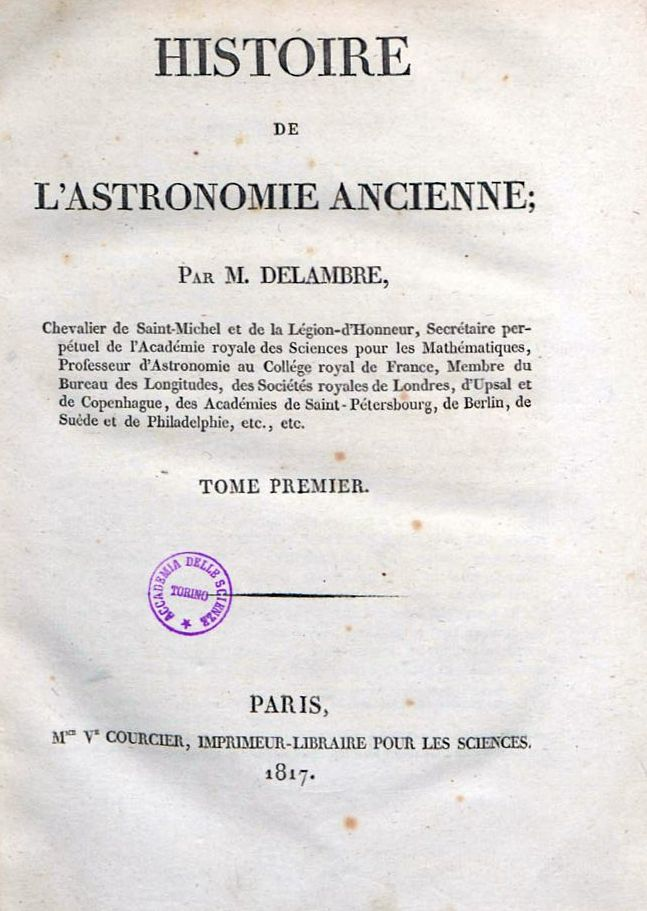
Histoire de l'astronomie ancienne, 1817

- Base du système métrique décimal, ou Mesure de l’arc du méridien compris…. Paris 1806 .(online), (Digitalisat) – mit P. Méchain.
- Astronomie théoretique et pratique. 3 Bände. Courcier, Paris 1814. (Digitalisat Band 1), (Band 2), (Band 3)
- Histoire de l’astronomie ancienne. 2 Bände. Courcier, Paris 1817. (Digitalisat Band 1), (Band 2)
- Histoire de l’astronomie au moyen-âge. Courcier, Paris 1819.(Digitalisat)
- Histoire de l’astronomie moderne. 2 Bände. Courcier, Paris 1821. (Digitalisat Band 1), (Band 2)
- Histoire de l’astronomie au 18e siècle. Paris 1827 – hrsg. von Mathieu

Einige seiner Werke sind in der digitalen Bibliothek des Pariser Observatoriums digitalisiert.